# Grifo-de-rüppell
O grifo-de-Rüppell, abutre-de-Rüppell, grifo-pedrês ou abutre-grifo-de-Rüppell (Gyps rueppellii) é um grande abutre que se encontra em grande parte da África central, incluindo a Etiópia, o Sudão, a Tanzânia e Guiné. Visita ocasionalmente Portugal. O seu nome foi atribuído em honra do explorador e zoólogo alemão do século XIX Eduard Rüppell.

## Descrição

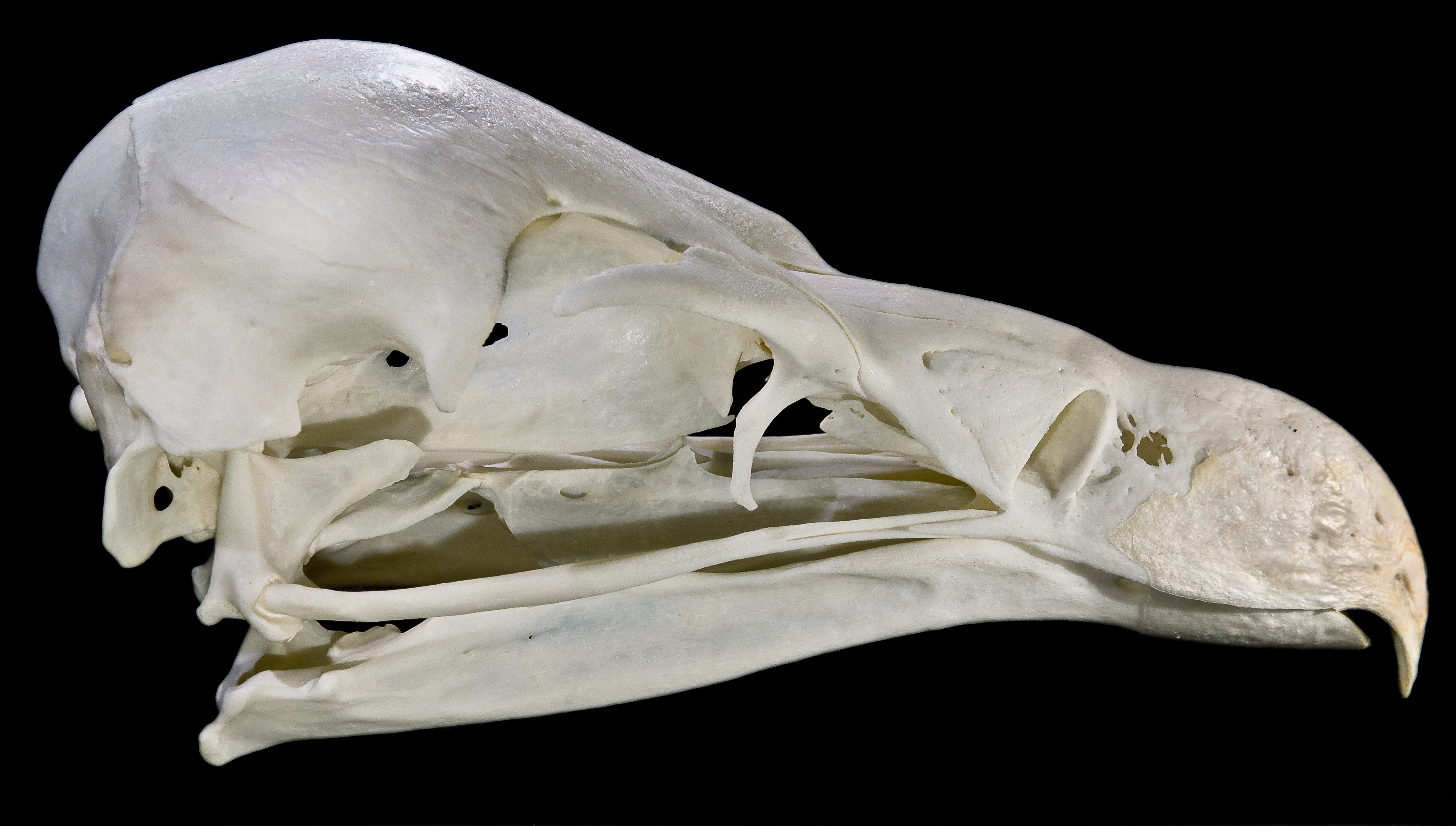
Gyps rueppellii

Os adultos têm cerca de um metro de comprimento, uma envergadura de asas de cerca de 2,6 m, e pesam entre 7 e 9 kg. Os dois sexos são semelhantes: cabeça e pescoço quase nus, bico amarelado, olhos amarelo pálido, com um tufo de penas brancas em redor da base do pescoço, corpo preto ou castanho-cinza mosqueado. Normalmente silencioso, torna-se barulhento quando nos ninhos ou em redor de uma carcaça.

## Ecologia
Os grifos-de-rüppell são altamente sociáveis, reunindo-se em grandes bandos para repousar, nidificar ou se alimentarem, por vezes com mais de 1000 casais. Podem deslocar-se a velocidades até 35 km/h, afastando-se até 150 km dos seus ninhos em busca de alimento. Podem alcançar grandes altitudes, não sendo invulgar subirem a 6.000 m (20.000 pés), tendo sido registado um caso excepcional, nos céus da Costa do Marfim, de uma colisão de um grifo-de-rüppell com um avião a uma altitude de 11.300 m (37.000 pés), o que constitui o recorde máximo de altitude registado para qualquer ave. Esta ave possui uma subunidade alfaD de hemoglobina com uma superior afinidade para o oxigénio, que torna possível absorver oxigénio mesmo em condições de baixa pressão parcial na troposfera superior.

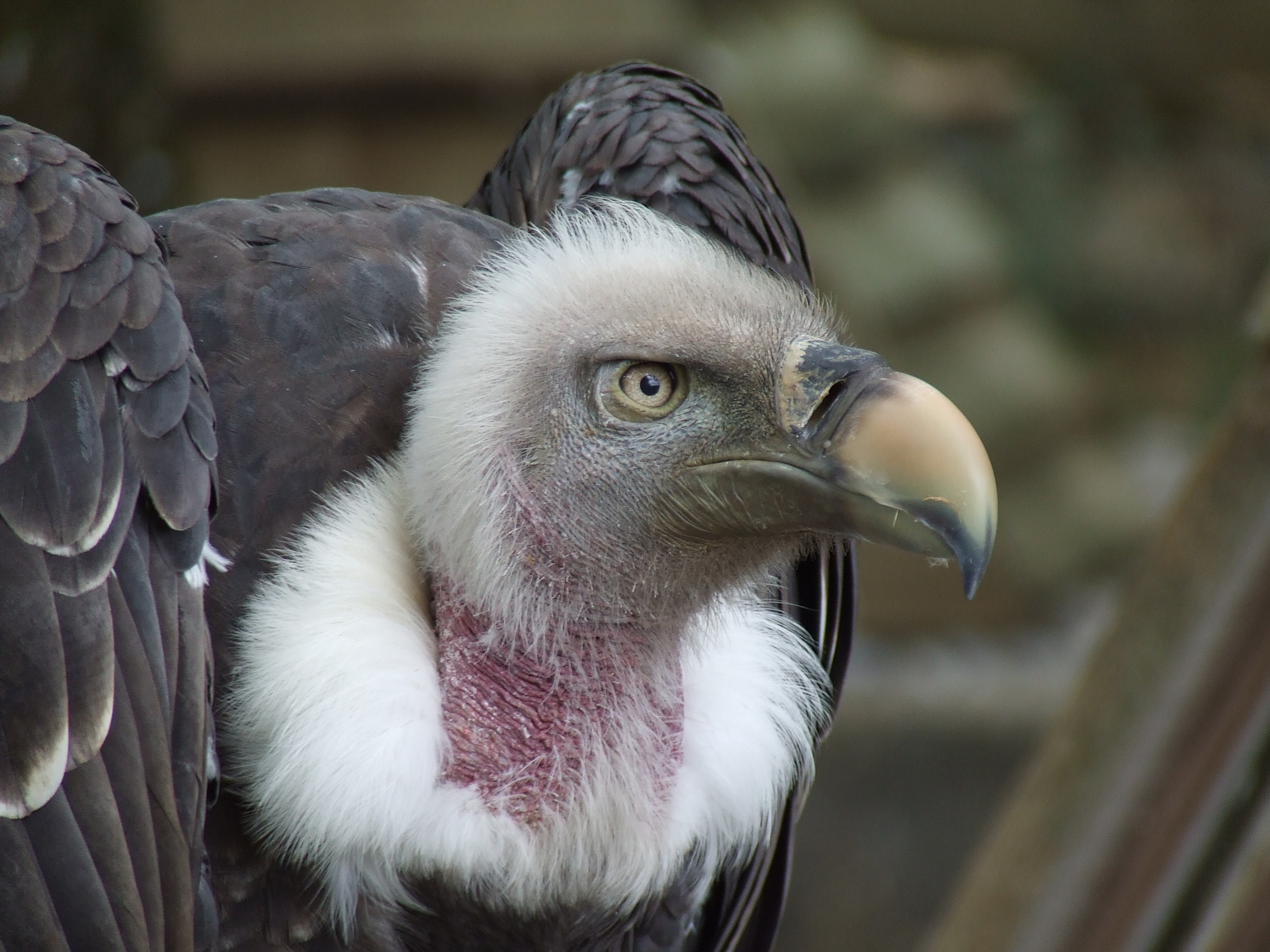
O seu pescoço pelado fica púrpura quando o animal está excitado.

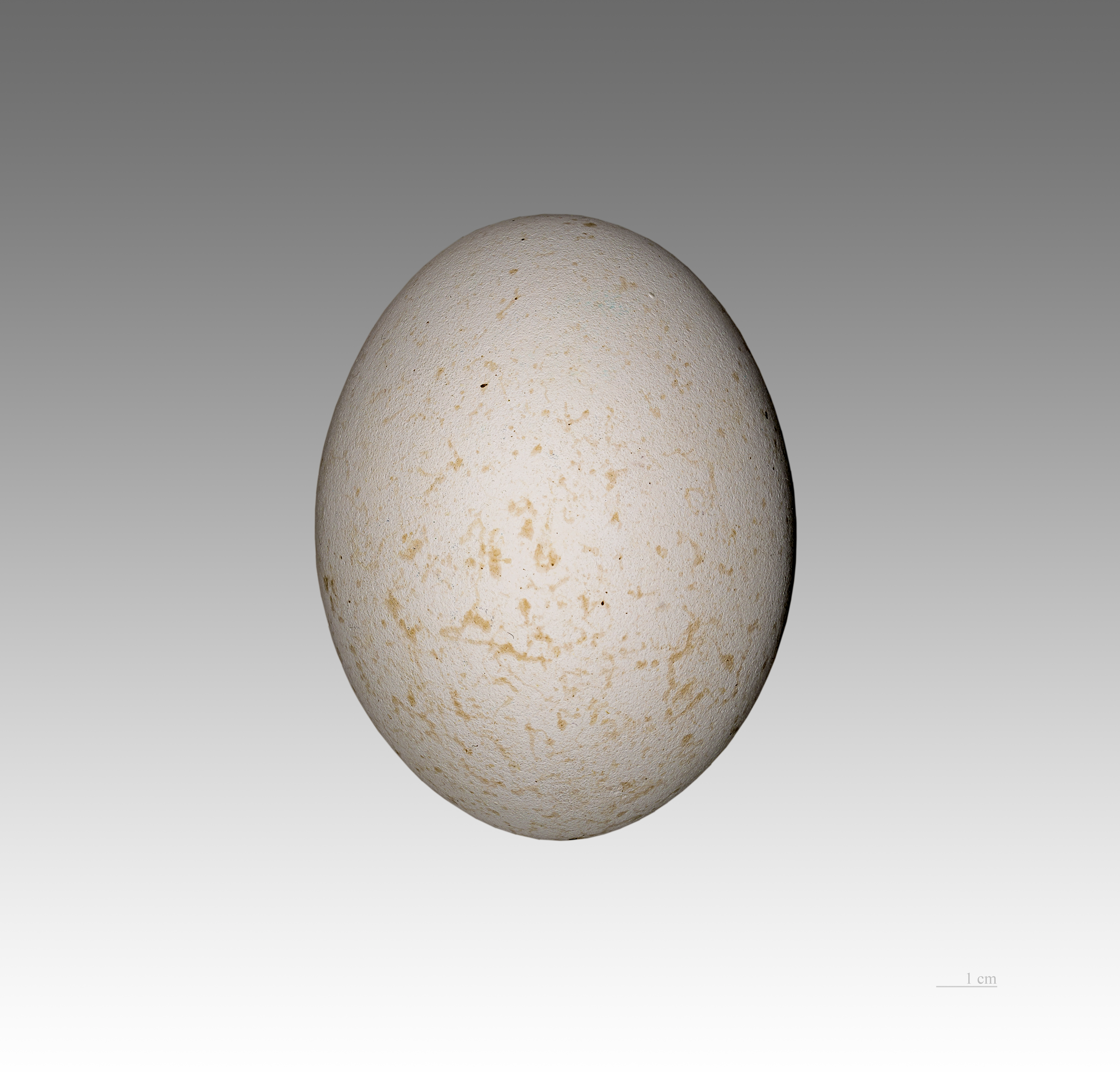
Gyps rueppellii - MHNT

O seu habitat é savana aberta e árida, áreas semi-desérticas e zonas limites do deserto, e também montanha (Camarões). Poisam normalmente em rochedos inacessíveis, ou na ausência destes, em árvores, normalmente Acacia. Quando as correntes térmicas começam a se fazer sentir, cerca de duas horas após o nascer do sol, os grifos-de-rüppell abandonam os seus poisos e iniciam o seu patrulhamento sobre as planícies, utilizando a sua extraordinária capacidade visual para encontrar carcaças de grandes animais ou localizar carnívoros que tenham apanhado uma presa. Podem esperar vários dias até que o carnívoro abandone a carcaça. Em casos raros poderão atacar uma presa viva. Quando ganha acesso à carcaça é normalmente o abutre dominante, a não ser em presença do abutre-real que é maior e mais forte.
Os grifos-de-rüppell possuem várias adaptações biológicas para a sua dieta e são muito especializados mesmo entre os abutres do Velho Mundo. Possuem um bico especialmente potente, e, depois de haverem consumido as partes mais macias e atractivas de uma carcaça, continuam a comer a pele e mesmo os ossos, comendo até ao ponto de quase não conseguirem levantar voo. As suas línguas têm uma forma especial que auxilia na remoção da carne dos ossos.
Nidifica em falésias elevadas, construindo um ninho volumoso, com gravetos e coberto de ervas e folhas. Normalmente é o macho que prepara o ninho. A fêmea transporta materiais para o ninho, podendo ir roubá-los a outros ninhos.
A fêmea põe um único ovo que é incubado pelos dois progenitores durante 55 dias. São ainda os dois que alimentam a cria. Esta fica com a sua plumagem completa e pronta a voar ao fim de 12 semanas.